# Myonia papula
Myonia papula är en fjärilsart som beskrevs av Paul Dognin 1923. Myonia papula ingår i släktet Myonia och familjen tandspinnare. Inga underarter finns listade i Catalogue of Life.